# Battaglia di Appomattox
La battaglia di Appomattox, nel quadro del Teatro Orientale della guerra di secessione americana, rappresentò lo scontro finale dell'Armata Confederata della Virginia Settentrionale del generale Robert Edward Lee prima della sua resa all'Armata del Potomac di Ulysses S. Grant.

## Antefatti
Il 1º aprile 1865, la cavalleria del maggior generale Philip Sheridan aggirò il fianco di Lee nella battaglia di Five Forks (le Cinque Strade). Il giorno dopo l'esercito di Grant conseguì una svolta decisiva nelle operazioni belliche, sfondando le difese confederate impegnate nell'Assedio di Petersburg. Lee abbandonò Petersburg e Richmond e si diresse a ovest verso Appomattox Station, dove un treno di rifornimenti lo attendeva. Da qui egli sperava di muovere verso sud per unirsi con l'esercito di Joseph E. Johnston in Carolina del Nord. L'8 aprile 1865, la divisione di cavalleria unionista al comando di George A. Custer catturò e incendiò quattro treni di rifornimenti che attendevano l'esercito di Lee ad Appomattox Station. A quel punto sia l'Armata del Potomac sia l'Armata del James effettuarono una conversione su Appomattox.

## Manovre prodromiche
Con i suoi rifornimenti distrutti ad Appomattox, Lee si diresse allora verso lo snodo ferroviario di Lynchburg, dove maggiori rifornimenti lo attendevano. L'esercito unionista tallonava però Lee ma a incidere sulla situazione fu la cavalleria nordista. Lee sperava di aprirsi un varco fra le forze di cavalleria prima che arrivassero le fanterie nemiche. Rinvigorite le sue speranze, egli inviò una nota a Grant che affermava di non volersi arrendere col suo esercito ma che intendeva discutere di quali condizioni Grant intendesse imporre alla Confederazione. Grant, afflitto da un terribile attacco di mal di testa, dichiarò che sembrava che Lee "ancora intendesse battersi". Le fanterie dell'Unione erano vicine ma la sola unità prossima abbastanza per sostenere la cavalleria di Sheridan era il XXIV Corpo dell'Armata del James. Questo Corpo d'armata aveva percorso 50 km in 21 ore per raggiungere la cavalleria. Il maggior generale Edward O.C. Ord, comandante dell'Armata del James, arrivò col XXIV Corpo all'incirca alle 4.00 del mattino, col V Corpo giusto dietro di lui.  Sheridan dispiegò tre divisioni di cavalleria lungo una bassa cresta a SO di Appomattox Court House.

## Lo svolgimento
Il Secondo Corpo confederato al comando di John B. Gordon attaccò la cavalleria di Sheridan e lo forzò rapidamente a retrocedere dalla sua linea. La cavalleria confederata sotto Fitzhugh Lee mosse attorno al fianco dell'Unione. La successiva linea, tenuta da Ranald S. Mackenzie e George Crook, fu costretta a ripiegare. Le truppe di Gordon caricarono le linee unioniste e presero la cresta. Non appena guadagnarono la sommità della cresta videro l'intero XXIV Corpo dell'Unione schierato per il combattimento, col V Corpo alla sua destra. La cavalleria di Fitz Lee vide la forza unionista e immediatamente arretrò e si diresse al galoppo verso Lynchburg. Le truppe di Ord cominciarono ad avanzare contro il Corpo di Gordon mentre il II Corpo dell'Unione prese a muoversi contro il Corpo di James Longstreet a nord-est. Immediatamente Longstreet e Gordon si trovarono così a combattere schiena a schiena. Lee infine decise: "… non c'è nulla da fare se non recarsi a vedere il generale Grant, (anche se) avrei preferito morire di mille morti".
Molti degli ufficiali di Lee, incluso Longstreet, concordarono che la resa dell'Armata fosse l'unica opzione rimasta. L'unico ufficiale importante ad opporsi alla resa fu il comandante delle artiglierie di Lee, Edward Porter Alexander, che profeticamente affermò che se Lee si fosse arreso, allora "ogni altro esercito [confederato] lo avrebbe seguito". Alle 8.00 del mattino, Lee cavalcò per incontrare Grant, accompagnato da 3 dei suoi Aiutanti di campo. Con i colpi d'artiglieria ancora chiaramente udibili sul fronte tenuto da Gordon e con gli schermagliatori unionisti che ancora avanzavano contro le forze di Longstreet, Lee ricevette un messaggio da parte di Grant. Dopo uno scambio di messaggi durato diverse ore fra Grant e Lee, fu stabilito un cessate-il-fuoco e Grant accolse la richiesta di Lee di discutere i termini della resa. L'Aiutante di Lee, il colonnello Charles Marshall, fu inviato per trovare un posto in cui Grant e Lee potessero incontrarsi. Marshall scelse la casa di Wilmer McLean, che per una strana coincidenza era lo stesso uomo che era stato obbligato a cedere la sua casa al generale Pierre Gustave Toutant Beauregard nella prima battaglia di Bull Run, la prima grande battaglia della guerra.

## La resa

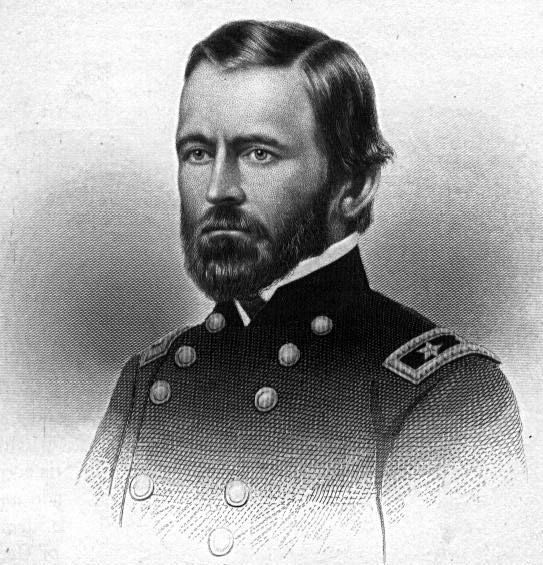
Il generale Ulysses Simpson Grant

Vestito con un'immacolata uniforme grigia, gli stivali perfettamente puliti, una sciarpa rossa ai fianchi, la sciabola con l'elsa d'oro cesellato, Lee attese l'arrivo di Grant. Questi, cui il mal di testa era improvvisamente scomparso al momento in cui aveva ricevuto la prima nota di Lee, giunse alle 13.30, accompagnato dal suo Aiutante, il colonnello Orville E. Babcock. Era vestito con un'uniforme non regolamentare tutta impolverata e con gli stivali infangati, in cui solo le spalline rivelavano il suo grado di comandante in capo delle forze armate unioniste, tanto da indurlo a giustificarsi rivelando che il suo bagaglio personale da vari giorni era rimasto indietro senza poterlo raggiungere. Dopo essersi stretta la mano prevalse fra i due un sentimento di malinconia. I due generali ricordarono infatti brevemente un loro passato incontro quando, nei ranghi del medesimo esercito, erano stati impegnati durante la guerra messicana. Lee richiamò l'attenzione di Grant sulle condizioni di resa e Grant offrì le medesime generose condizioni che gli aveva precedentemente offerto, che cioè gli ufficiali e i soldati dell'esercito di Lee si dovessero arrendere dando la propria parola di non combattere più contro gli Stati Uniti e che tutto il materiale e le armi, salvo quelle degli ufficiali, fossero consegnate, mentre cavalli e muli di tutti gli uomini che ne avessero reclamato la proprietà sarebbero restati nella loro disponibilità. Dopo aver redatto i termini della resa, entrambi i generali firmarono il documento alle 15.45 di quella domenica 9 aprile 1865. Al momento in cui Lee lasciò la casa e galoppò verso i suoi uomini, gli ufficiali di Grant presero a fischiare e a inneggiare, ma Grant chiese che cessassero immediatamente, in segno di rispetto per Lee e il loro formidabile nemico.

## La formale consegna delle armi

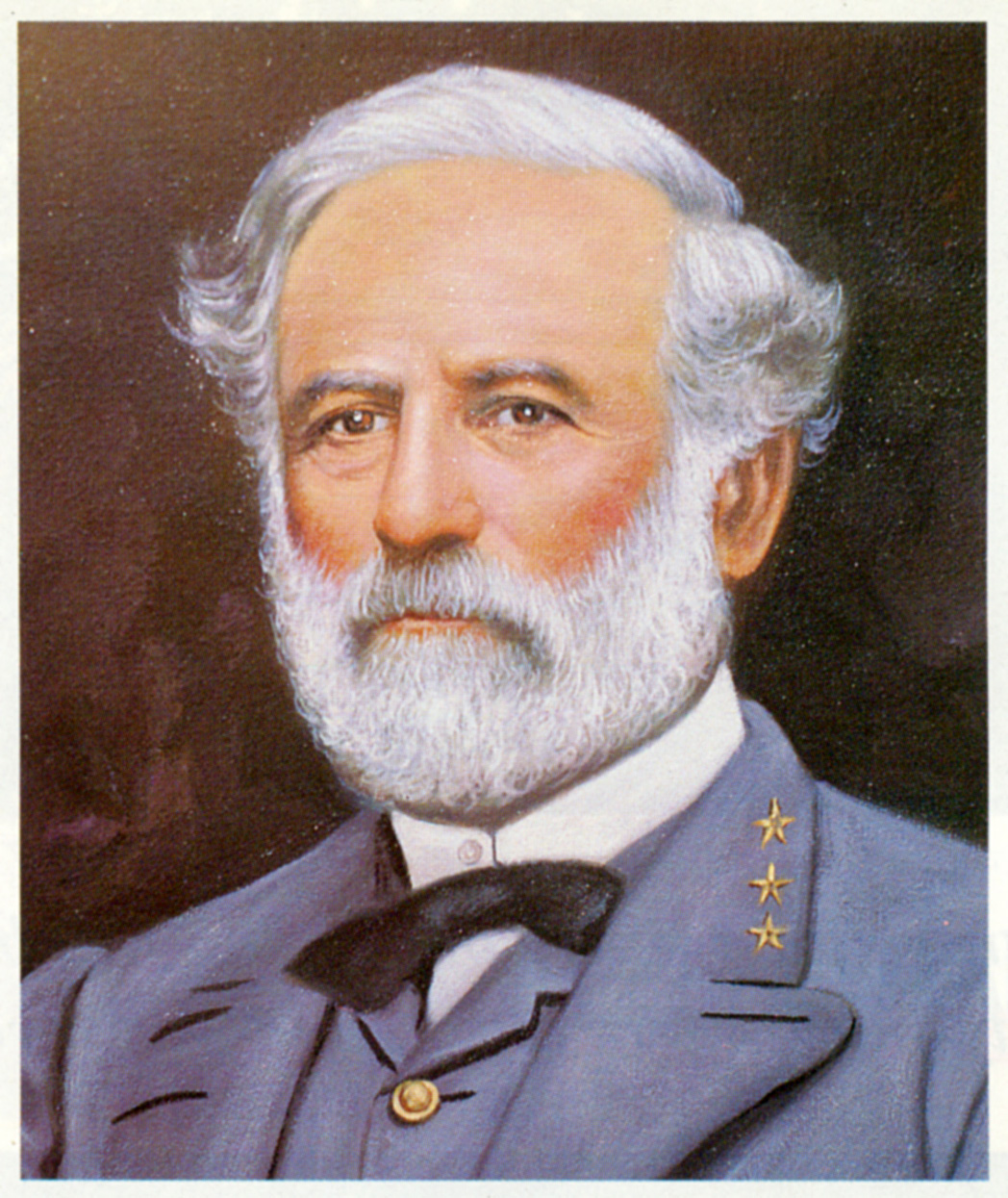
Il generale Robert E. Lee

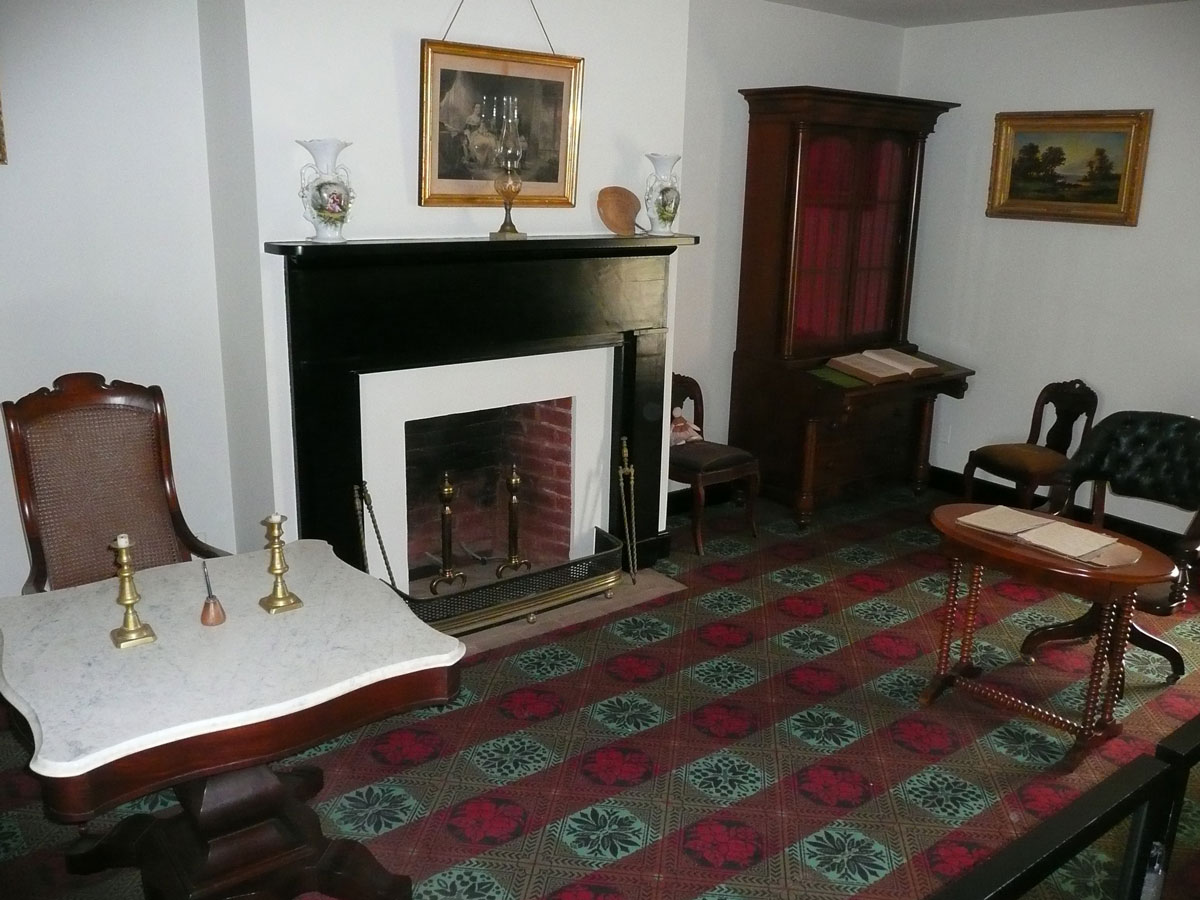
Ricostruzione dell'interno della McLean House, il luogo dove Lee si arrese a Grant

Il 10 aprile stesso, Lee rivolse il suo saluto d'addio all'esercito che lo aveva sempre fedelmente seguito. Nella medesima giornata una commissione di sei uomini avviò la discussione formale circa la cerimonia di resa, anche se nessun ufficiale confederato avrebbe voluto aver niente a che fare con tale evento. Il brigadier generale Joshua Chamberlain fu l'ufficiale unionista prescelto per condurre la cerimonia.
Quello che rimaneva dell'Armata della Virginia Settentrionale sfilò il 12 aprile con le sue bandiere che, secondo alcuni osservatori, dettero l'illusione di essere addirittura più numerose dei soldati stessi e, al loro passaggio, il brigadier generale Joshua Chamberlain ordinò alle sue truppe unioniste della I Divisione del V Corpo il presentat-arm, cui rispose con uguale galanteria militare il generale John B. Gordon che guidava a cavallo la colonna confederata, con un impeccabile saluto con la sciabola sguainata e con l'ordine subito eseguito di attenti-a-sinist. La risposta di Chamberlain fu un saluto militare con cui rispettosamente si rivolse al suo omologo sudista, affermando: «È un onore rispondere a un onore». Sfilarono quindi i 27805 soldati confederati: il II Corpo d'Armata di "Stonewall" Jackson e poi dai generali Rodes e Ramseur (anch'essi caduti in battaglia), il III Corpo d'Armata col generale Heth, quindi il I Corpo d'Armata di Longstreet, la Divisione Kershaw, i resti della Divisione Pickett e infine i texani di Hood e di John Gregg le cui bandiere infine si piegarono al suolo di fronte al vincitore.

## Bilancio
Circa 175000 confederati erano ancora in armi al momento della resa.  Come aveva previsto Porter Alexander fu solo questione di tempo perché gli altri eserciti sudisti cominciassero ad arrendersi. Alla notizia della resa di Lee, gli altri comandanti confederati si resero conto che la Confederazione era morta e decisero di deporre le armi. L'Armata di Joseph E. Johnston nella Carolina del Nord, con la quale Lee aveva sperato di congiungere le proprie forze, si arrese a William T. Sherman il 26 aprile a Raleigh, nella Carolina del Sud. Edmund Kirby Smith offrì la resa del Dipartimento confederato del Trans-Mississippi in maggio e Stand Watie si arrese invece con l'ultima forza confederata organizzata il 23 giugno 1865.
L'assassinio di Abramo Lincoln rese vano il generoso piano da lui concepito (su cui erano concordi i più lungimiranti e longanimi spiriti dell'esercito unionista, tra cui lo stesso Grant) di accogliere i confederati nel seno di una ricostituita e nuovamente affratellata nazione degli Stati Uniti d'America, senza imporre il prezzo della vendetta agli sconfitti né affliggerli con discriminazioni e vessazioni rancorose. Prevalse invece l'oltranzismo più miope e meschino di una parte non trascurabile dell'Unione, interpretato dal ministro della Guerra Edwin McMasters Stanton, e si aprì un lungo e doloroso dopoguerra, con un Sud di fatto presidiato militarmente fino alla fine del secolo e agli esordi del nuovo quando, grazie al trascorrere delle generazioni e alla scoperta tra l'altro di ingenti giacimenti petroliferi, si aprirono nuovi orizzonti, si guadagnarono nuove ricchezze e si rinnovarono le speranze di una vita migliore nel soggiogato "paese di Dixie".